# Coullia heteropus
Coullia heteropus är en kräftdjursart som beskrevs av Hamond 1973. Coullia heteropus ingår i släktet Coullia och familjen Laophontidae. Inga underarter finns listade i Catalogue of Life.